# Paul Voell
Paul Voell (* 26. Juli 1935 in Neuss; † 27. Februar 2004 in Mönchengladbach) war ein deutscher Schwimmer, der in den Jahren 1954 bis 1958 fünfmal hintereinander Deutscher Meister über 100 m Freistil wurde. Er war für den SSV Rheydt aktiv.

## Leben
Paul Voell wurde am 26. Juli 1935 als Sohn eines Lokführers geboren. Dieser wurde zunächst nach der Geburt von Paul Voell nach Insterburg und 1939 nach Passau versetzt. Nachdem der Vater 1948 durch einen Arbeitsunfall verstorben war, zog er, 13-jährig, mit seiner Mutter nach Rheydt und schloss sich als Schwimmer dem SSV Rheydt an.
Mit 16 Jahren konnte Voell am 6. Juli 1952 in Berlin erstmals den Titel eines Deutschen Meisters erringen. Er gewann die Strecke über 100 m Freistil mit 59,9 Sekunden. Weitere fünf deutsche Meistertitel über diese Distanz folgten 1954 bis 1959. Nachdem er das Hugo-Junkers-Gymnasium mit der mittleren Reife verlassen hatte, absolvierte er eine Ausbildung zum Finanzassistenten bei der Finanzverwaltung des Landes Nordrhein-Westfalen. 1954 und 1958 startete er bei den Schwimm-Europameisterschaften in Budapest und in Turin über 100 Meter Freistil und in den Staffelwettbewerben.
Bis 1960 war Voell für seine herausragenden Leistungen auf der kurzen Sprintstrecke bekannt. Er nahm zwischen 1952 und 1960 an allen Länderkämpfen, an zwei Europameisterschaften und an den Olympischen Spielen von Melbourne (1956) und Rom (1960) teil. In Melbourne schied Voell im Zwischenlauf aus, in Rom schaffte er es bis ins Semifinale. 
Voell starb 2004 an den Folgen eines schweren Schlaganfalls.

## Nachweise
1. ↑  Deutsche Schwimmmeisterschaften
2. ↑  RP ONLINE: Mönchengladbach: 38 Mönchengladbacher und vier Goldmedaillen. 30. Juli 2016, abgerufen am 6. August 2025.
3. 1 2  Mein Vater Paul Voell. In: Mein Vater Paul Voell. Abgerufen am 6. August 2025.
4. ↑  RP ONLINE: Serie Was Macht Eigentlich?: Der kleine Lippi: Äpfel klauen und die Folgen. 8. Mai 2018, abgerufen am 6. August 2025.